# مرغش (گناباد)
مرغش (گناباد)، روستایی از توابع بخش کاخک شهرستان گناباد در استان خراسان رضوی ایران است.

## جمعیت
این روستا در دهستان کاخک قرار دارد و براساس سرشماری مرکز آمار ایران در سال  ۱۳۹۵، جمعیت آن  ۱۵۳ نفر ( ۵۸خانوار) بوده‌است.